# Arrembécourt
Arrembécourt ist eine französische Gemeinde mit 47 Einwohnern (Stand: 1. Januar 2022) im Département Aube in der Region Grand Est. Sie gehört zum Arrondissement Bar-sur-Aube und zum Kanton Brienne-le-Château.

## Lage
Nachbargemeinden sind:
|           | Margerie-Hancourt                           |         |
| Chavanges | Kompassrose, die auf Nachbargemeinden zeigt | Outines |
|           | Joncreuil                                   |         |

## Bevölkerungsentwicklung
| Jahr                      | 1962 | 1968 | 1975 | 1982 | 1990 | 1999 | 2008 | 2016 |
| ------------------------- | ---- | ---- | ---- | ---- | ---- | ---- | ---- | ---- |
| Einwohner                 | 82   | 62   | 60   | 60   | 49   | 41   | 45   | 51   |
| Quelle: Cassini und INSEE |      |      |      |      |      |      |      |      |

## Sehenswürdigkeiten
- Kirche Saint-Étienne, Monument historique seit 1987